# Вища духовна семінарія Львівської архідієцезії
Вища духовна семінарія Львівської архідієцезії, або Львівська Митрополича семінарія латинського обряду (лат. Seminarium Metropolitale Leopoliense Ritus Latini) — вищий духовний навчальний заклад Львівської митрополії РКЦ, що розташовується у смт. Брюховичі, Львівської області. Готує священиків для Львівської архідієцезії та Мукачівської дієцезії. Сучасний навчальний заклад відновлено 1996 року, на базі семінарії що існувала із 1703 року.

## Історія
Львівська Духовна семінарія РКЦ створена в 1703 року як Катедральна семінарія Львова. У 1783 році австрійський ряд утворив у Львові так звану Генеральну Семінарію для всіх галицьких дієцезій, котра знаходилася у приміщенні колишнього львівського монастиря Кармеліток взутих (пізніше Оссолінеум, сьогодні Бібліотека ім. Стефаника). У 1814 році Львівська семінарія відокремилась від Генеральної Семінарії. Новим місцем для неї було обрано будівлі колишнього монастиря Кармеліток Босих. За Другої Польської Республіки інтелектуальна формація семінаристів відбувалась на Теологічному факультеті Університету Яна Казимира у Львові. Протягом II світової війни Семінарія та Факультет Теології функціонували підпільно. В 1945 р. Львівську Духовну семінарію було перенесено до Кальварії Зебжидовської. У 1950 р. семінарію було ліквідовано, а семінаристи, котрі на той час залишались в семінарії перевелись до інших семінарій Польщі (Краківської, Ченстоховської, Краківської, Опольської).
Семінарія поновила діяльність 12 грудня 1996 р. Це стало можливим завдяки купівлі знищених будівель санаторного комплексу «Електрон» у Брюховичах.

## Формація
Виховний процес забезпечують ректор, духовний отець та префект. Інтелектуальну формацію семінаристи проходять на базі Теологічного інституту.
Формація в семінарії триває сім років. Перший рік вступний, або т. зв. пропедевтичний, він призначений для розпізнання свого покликання. Наступний етап, це 2 роки поглиблення філософії. Після двох років навчання філософії (і не тільки), наступає період (4 роки) вивчення теології.
На третьому році навчання семінаристи приймають першу послугу — лекторат. Лекторат — дає можливість читати Святе письмо, під час Літургії. На четвертому році послуга — аколітат. Аколіта може під час Літургії роздавати Святе Причастя, також може посвячувати страви на Великодні свята. Після закінчення реколекції перед Адвентом семіниристи (V і VI року) приймають кандидатуру до дияконату і священства. На кінець п'ятого року — дияконат, а на кінець шостого року — священичі свячення.

## Відомі люди

### Вихователі
- ректор — о. Петро Бжеські;
- духовний отець — о. Віталій Буковский;
- духовний отець — о. Андрій Якубчак;
- префект — о. Петро Дохтич;
- сестри св. Йосифа — с. Валентина, с. Кресценція (настоятелька спільноти), с. Антоніна.

### Учні, випускники
- Людвік Рутина[3]
- Мар'ян Яворський